# Премія імені фельдшера Ананія Захаровича Мазура
Премія імені фельдшера Ананія Захаровича Мазура — вища професійна нагорода фельдшерів, медичних братів і медсестер і медсестер психіатричних закладів, які працюють в умовах правової незахищеності пацієнтів та медичного персоналу. Девіз премії: «Премія за гідну поведінку в негідній ситуації». Видається щороку Асоціацією психіатрів України та Асоціацією Медичних сестер України.

## Історія
Ананій Захарович Мазур — фельдшер Київської міської психіатричної лікарні імені Павлова, який під час німецько-нацистської окупації рятував пацієнтів закладу, ризикуючи власним життям.
У 1943 році був ув'язнений і засуджений за «пособництво німецьким окупантам».
У 1946 р. колегія Верховного Суду СРСР реабілітувала репресованих співробітників лікарні і серед них Мазура.
У 1998 році Асоціація психіатрів України утвердила дві премії за гідне ставлення до пацієнтів психіатричних лікарень. Перша — премія імені доктора Мойсея Дорофійовича Танцюри для лікарів — психіатрів, друга — премія імені фельдшера Ананія Захаровича Мазура для фельдшерів і медичних братів та сестер.

Лауреатів премії президент Асоціації психіатрів України Семен Глузман характеризує так: 
Такі не подобались радянським психіатрам, заважали «правильно» працювати. Але саме такі дуже подобались психіатричним пацієнтам, беззахисним і часто одиноким".